# تام گلین-کارنی
تام گلین-کارنی (انگلیسی: Tom Glynn-Carney؛ زادهٔ ۷ فوریهٔ ۱۹۹۵) یک هنرپیشه اهل بریتانیا است.

## فیلم‌شناسی

### فیلم
| سال  | عنوان    | نقش             | یادداشت‌ها                     |
| ---- | -------- | --------------- | ----------------------------- |
| ۲۰۱۷ | دانکرک   | پیتر داوسون     |                               |
| ۲۰۱۹ | تالکین   | کریستوفر وایزمن |                               |
| ۲۰۱۹ | پادشاه   | هنری پرسی       |                               |
| ۲۰۱۹ | ریالتو   | جی              |                               |
| ۲۰۱۹ | رکاب‌ها   | راف             | فیلم کوتاه؛ انگلیسی: Stilts   |
| TBA  | معمولی‌ها | تیتوس           | فیلم کوتاه؛ انگلیسی: Regulars |

### تلویزیون
| سال  | عنوان                 | نقش                   | یادداشت‌ها         |
| ---- | --------------------- | --------------------- | ----------------- |
| ۲۰۱۳ | حادثه                 | جورج تورن             | ۲ قسمت            |
| ۲۰۱۷ | آخرین پست             | سرجوخه تونی آرمسترانگ | نقش اصلی، ۶ قسمت  |
| ۲۰۱۸ | انجام پول             | شان                   | فیلم تلویزیونی    |
| ۲۰۲۱ | دومینا                | آگوستوس جوان          | مینی‌سریال، ۲ قسمت |
| ۲۰۲۲ | خاندان اژدها          | ایگان تارگرین دوم     | نقش تکرارشونده    |
| ۲۰۲۲ | اس‌ای‌اس: قهرمانان سرکش | مایک سادلر            | مینی‌سریال آینده   |